# Kibofascius frenata
Kibofascius frenata är en insektsart som först beskrevs av Jacobi 1910.  Kibofascius frenata ingår i släktet Kibofascius och familjen kilstritar.
Artens utbredningsområde är Tanzania. Inga underarter finns listade i Catalogue of Life.